# 知恩院
知恩院（ちおんいん）是位在日本京都府京都市東山區的寺院，為日本淨土宗鎮西派的總本山。山號「華頂山」（かちょうざん）。本尊為法然上人像（本堂）及阿彌陀如來（阿彌陀堂）、開基（創立者）為法然上人。知恩院的三門（正門）始建於元和七年（1621年）由江戶幕府二代將軍德川秀忠興建，高24公尺，寬50公尺，屋瓦用了七萬塊，是日本現今少數現存的大型木造二重門，門上高掛靈元天皇御賜“華頂山”的匾額，樓上放置釋迦如來像、十六羅漢像和知恩院“七不思議”之一的白木棺。

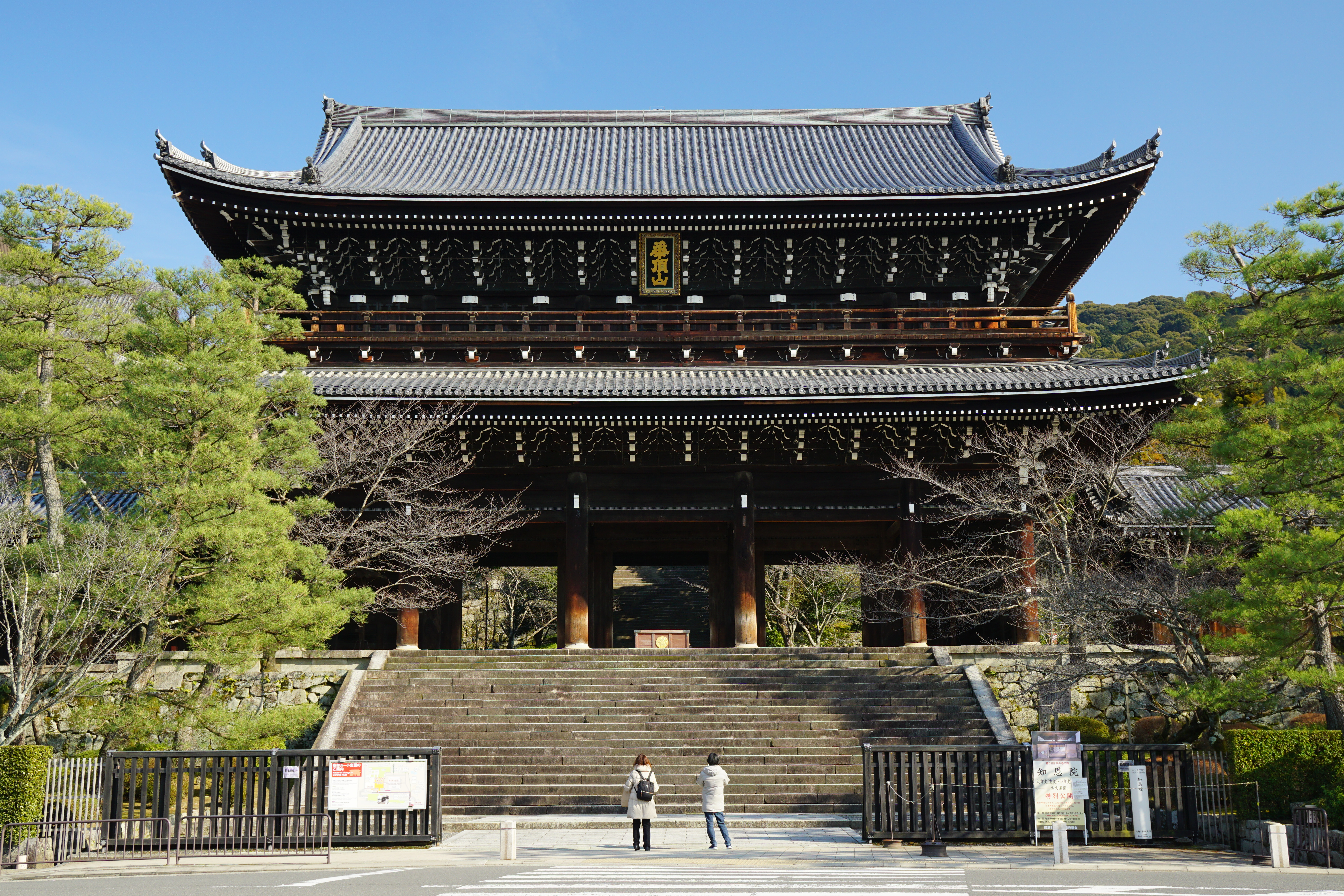
三門（国宝）
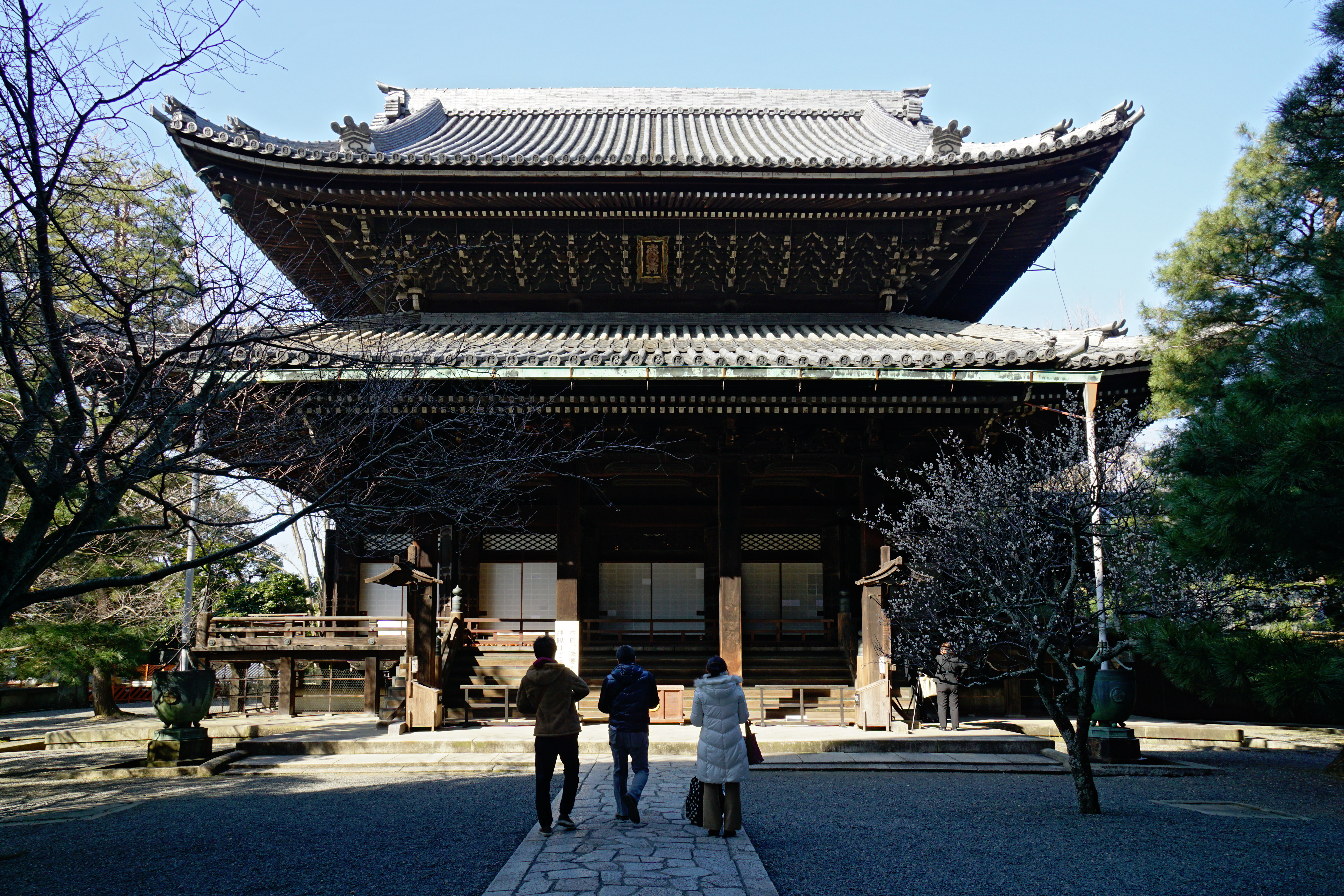
阿彌陀堂
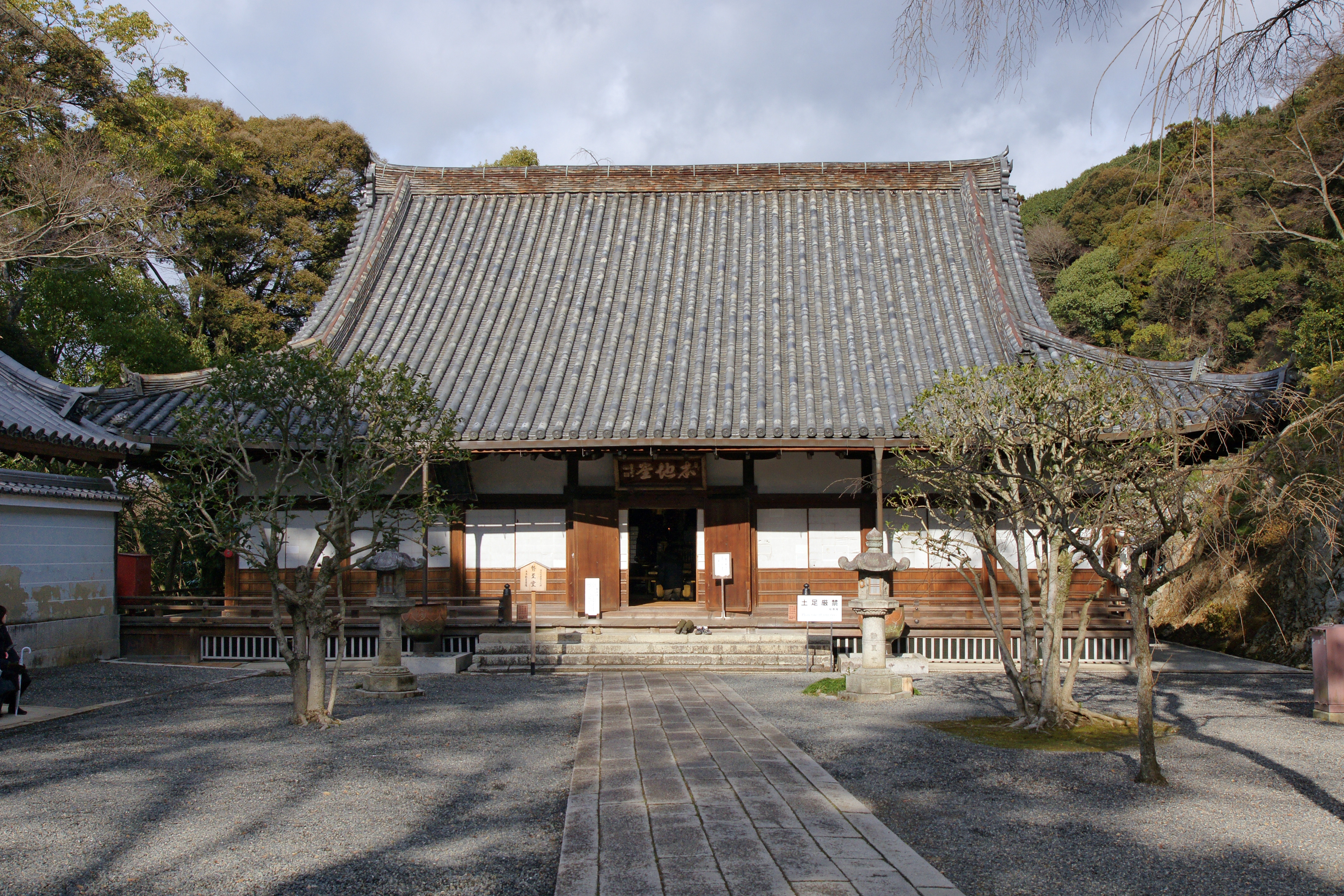
勢至堂（重要文化財）
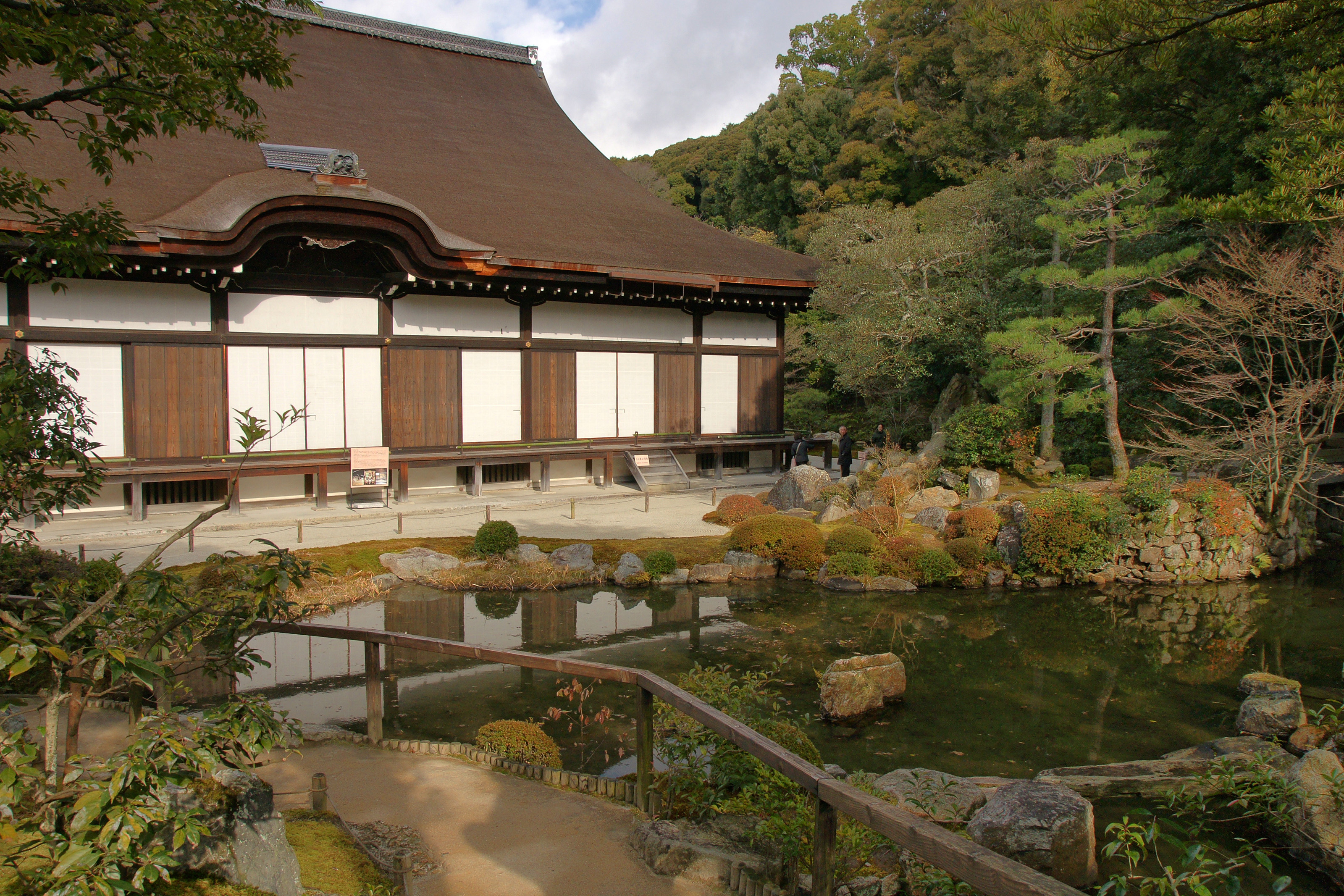
大方丈（重要文化財）

## 歷史
知恩院始建於平安時代承安五年（1175年），日本淨土宗法然上人於此建造庵舍廣傳淨土教義，其弟子源智上人為報師恩，於文曆元年（1234年）在法然上人往生地興建寺院，並受四條天皇御賜“華頂山 知恩教院 大谷寺”的寺號。知恩院歷經江戶幕府初代將軍德川家康，二代將軍德川秀忠，三代將軍德川家光的供養加建，從原有的草庵，最後形成一個龐大的寺院體系。知恩院三門是江戶幕府二代將軍德川秀忠在元和七年（1621年）所建，上面高掛著在江戶時代寶永七年（1710年）由靈元太上皇所敕賜「華頂山」的金字匾額。知恩院的三門與南禪寺的天下龍門，東本願寺的山門並稱京都三大門。

## 知恩院七不思議
鶯張之廊下
御影堂至大方丈・小方丈約550m的廊下，安靜歩行時有類似鶯鳴之聲，所以稱作「鶯張之廊下」。
白木之棺
受幕府命令的造営奉行・五味金右衛門決心建造一座宏偉的山門，為了表達這種決心，他親自製作了自己和妻子的雕像並開始建造。就這樣，一座雄偉的山門落成了。但是當建築完成後發現建設經費超出預算，五味夫妻為了承擔責任而選擇自盡。後人為了紀念他們，就將兩人的雕像放置在白木之棺上，將其供奉在三門的最頂層。
忘傘
傳說傘是名工・左甚五郎為了驅魔置於御影堂正面軒下、或是白狐的化身・濡髪童子所放置，用來防止知恩院發生火災。
抜雀
狩野信政描繪的大方丈菊之間的襖繪，萬壽菊之上有數隻的雀，傳說因過於逼真，雀得到生命而飛去。
三方正面真向之猫
大方丈廊下的杉戶有狩野信政的猫之繪，任何人從任何方向看，都像從正面觀看，所以稱作「三方正面真向之猫」。
大杓子
三好清海入道在大坂夏之陣之時為兵士盛飯的杓子，象徵阿彌陀佛的大慈悲救濟一切衆生。
瓜生石
在往黑門的路上，知恩院建立前就存在的大石，傳說一夜之間，瓜藤從石中蔓延，開花、結實。

## 外部連結
- 知恩院（页面存档备份，存于）